# Серокоротня
Серокоро́тня (Серокотня; бел. Серакаро́тня) — озеро в Сенненском районе Витебской области Белоруссии. Относится к бассейну реки Оболянка.

## Физико-географическая характеристика
Озеро Серокоротня расположено в 34 км от города Сенно. К северо-западу от водоёма находится городской посёлок Богушевск. По берегам располагаются деревни Рябцево, Рыбное, Заветное, Лучезарная, Коленьки. Высота над уровнем моря составляет 154,2 м.
Площадь зеркала составляет 1,75 км². Длина — 5,24 км, наибольшая ширина — 0,65 км. Длина береговой линии — 12,33 км. Наибольшая глубина — 5,8 м, средняя — 3,5 м. Объём воды в озере — 6,07 млн м³. Площадь водосбора — 194 км².
Котловина лощинного типа, вытянутая с запада на восток. Склоны котловины песчаные и супесчаные, частично распаханные. Окрестности озера покрыты кустарником и редколесьем. Склоны высотой 10—15 м (на западе — до 20 м), крутые, на востоке и юго-востоке высотой 4—5 м, пологие. Водоём окружает терраса высотой до 1,5 м.
Береговая линия умеренно извилистая. Берега в основном низкие (до 0,3 м высотой). Северный берег сливается со склонами котловины. Вдоль восточного берега формируются зыбуны. Подводная часть котловины корытоподобной формы. Мелководье песчаное, глубже дно покрыто высокозольным глинистым илом.
Минерализация воды достигает 230 мг/л, прозрачность — 1,4 м. Озеро эвтрофное.
Через восточную часть водоёма протекает река Серокоротнянка. Также впадает несколько ручьёв.

## Флора и фауна
Надводная растительность образует прерывистую полосу, ширина которой не превышает 30 м. Концевые части озера сильно зарастают. В воде произрастает наяда морская — редкий вид, занесённый в Красную книгу Республики Беларусь.
Ихтиофауну водоёма представляют окунь, плотва, уклейка, густера, краснопёрка, налим, линь, карась. Проводилось зарыбление сазаном.
На озере проводится промысловый лов рыбы. Организовано платное любительское рыболовство. В светлое время суток разрешена подводная охота.